# Hrušov (Rožňava)
Hrušov, ungarisch Körtvélyes ist eine Gemeinde im Osten der Slowakei mit 331 Einwohnern (Stand 31. Dezember 2024), die zum Okres Rožňava, einem Teil des Košický kraj, gehört und in der traditionellen Landschaft Gemer liegt.

## Geographie
Die Gemeinde befindet sich im Slowakischen Karst, im westlichen Teil des Talkessels Turnianska kotlina, am Bach Vápenný potok, einem Nebenfluss der Turňa im Einzugsgebiet der Bodva, nördlich der Staatsgrenze zu Ungarn. Nördlich des Ortes, am Hang des Plateaus Silická planina, erstreckt sich das Naturreservat Hrušovská lesostep und befindet sich die Höhle Hrušovská jaskyňa; östlich des bebauten Ortsgebiets findet man zwei Teiche, Hrušovské rybníky genannt. Das Ortszentrum liegt auf einer Höhe von 241 m n.m. und ist 22 Kilometer von Rožňava entfernt. Zudem ist der Ort von den Grenzen des Nationalparks Slowakischer Karst umgeben.
Nachbargemeinden sind Lipovník im Norden, Jablonov nad Turňou im Nordosten und Osten, Szögliget (H) im Süden, Silická Jablonica im Südwesten und Weste und Krásnohorská Dlhá Lúka im Nordwesten.

## Geschichte
Hrušov wurde zum ersten Mal 1234 schriftlich erwähnt, ursprünglich als Siedlung im Herrschaftsgebiet der königlichen Burg Tornau, die bereits im 13. Jahrhundert als Lehen an landadlige Familien vergeben wurde. Im 14. Jahrhundert war das Dorf Besitz des Geschlechts Bebek (Pleissnitzer Linie), das hier 1427 nach einem Steuerverzeichnis 40 Porta besaß. Die Einwohner waren als Landwirte, Obstbauern und Winzer beschäftigt.
Bis 1918/1919 gehörte der im Komitat Abaúj-Torna (bis 1881 Komitat Torna) liegende Ort zum Königreich Ungarn und kam danach zur Tschechoslowakei beziehungsweise heute Slowakei. Auf Grund des Ersten Wiener Schiedsspruchs lag er von 1938 bis 1945 noch einmal in Ungarn.

## Bevölkerung
| Jahr                | 1994 | 2004    | 2014    | 2024    |
| ------------------- | ---- | ------- | ------- | ------- |
| Anzahl der Personen | 360  | 345     | 336     | 331     |
| Unterschied         |      | −4,16 % | −2,60 % | −1,48 % |

| Jahr                | 2023 | 2024    |
| ------------------- | ---- | ------- |
| Anzahl der Personen | 335  | 331     |
| Unterschied         |      | −1,19 % |

Nach der Volkszählung 2011 wohnten in Hrušov 334 Einwohner, davon 280 Magyaren und 46 Slowaken. Sechs Einwohner machten keine Angabe zur Ethnie.
173 Einwohner bekannten sich zur reformierten Kirche, 98 Einwohner zur römisch-katholischen Kirche, 22 Einwohner zu den Zeugen Jehovas sowie jeweils ein Einwohner zur Evangelischen Kirche A. B. und zur evangelisch-methodistischen Kirche. 35 Einwohner waren konfessionslos und bei vier Einwohnern wurde die Konfession nicht ermittelt.

## Baudenkmäler
- reformierte (calvinistische) Kirche
- römisch-katholische Kirche Unbefleckte Empfängnis Mariä im spätromanischen/frühgotischen Stil aus dem späten 13. oder frühen 14. Jahrhundert, im 18. Jahrhundert barockisiert[6]
- römisch-katholische Annakapelle in Weingärten aus dem späten 14. oder frühen 15. Jahrhundert[7]